# Hemortsrätt
Hemortsrätt var i äldre lagstiftning förhållandet mellan en kommun (eller dylik) och en medlem där; en kommun var skyldig att bekosta fattigvård för personer som hade hemortsrätt i kommunen.
Ordet används i överförd bemärkelse som synonym till naturligt hemmahörande.
Schweiziska medborgare har Heimatrecht/droit de cité i en eller flera kommuner, oberoende av boendeorten, men det saknar i dag ringa praktisk betydelse. Dock brukar hemorten (Heimatort/lieu d’origine/luogo d’origine/lieu da burgais) uppges i pass och andra identitetshandlingar.

## Sverige
I Sverige var hemortsrätten alltid bunden vid kommunen (socknen). Redan i kunglig kungörelse av den 5 december 1788 uppställdes som allmän regel, att hemorten är den socken, där fattighjonet senast haft eget hemman eller som inhyses- eller tjänstehjon varit i skatt antecknad. Den försörjningsskyldighet, som härigenom ålades kommunen, var emellertid förenad med en rätt att hindra inflyttning av sådana personer, som kunde befaras inom en snar framtid falla fattigvården till last. Härom heter det i samma kungörelse: 
| ” | tå ock erfarenheten visat, at en skröpling, ett mindre arbetsfört eller lättjefullt tjenstehjon eller någon, som afstått eller icke längre förmått sköta sitt hemmans bruk, så snart han undfått sin förre själasörjares bevis om sitt förhållande, flyttar till hvilken sokn han behagar, ther han antingen kan få ett litet hus eller sitta inhyses, emot ringa afgift eller något biträde af dagsverken til jordägaren, och at, tå then senare icke längre thervid ser sin vinning, then emottagna blir förskjuten och soknen til last, ehuru en alena kunnat af en sådan person hafva någon nytta; så hafve vi tillika i nåder pröfvat både nödigt och billigt, at hvarje församling, emot ofvannämnde skyldighet, må äga then rättighet, at icke något inhyseshjon bör få sig der nedsätta, eller något gammalt och mindre arbetsfört tjenstehjon antagas, innan sådant förut blifvit i allmän soknestämma anmält och församlingen thertill sitt bifall lemnat. | „ |

Denna rätt att hindra inflyttning medförde emellertid ständiga trakasserier för den del av befolkningen, som mest nödsakades att för sin utkomst byta om vistelseort, varjämte denna rätt föranledde en ständig strävan från socknarnas sida att från sig avlägsna faran för ökad fattigvård genom att i allt större utsträckning hindra inflyttning av fattiga. Bestämmelserna om hemortsrätten väckte därför allmänt missnöje, och detta missnöje bidrog till att framtvinga den första allmänna fattigstadgan, kunglig förordning av den 25 maj 1847.
I denna stadgades som allmän regel, att envar skulle i fråga om fattigvårdsförsörjning tillhöra det fattigvårdssamhälle, varest han efter fyllda 15 år sist under tre på varandra följande år vistats utan att ha åtnjutit fattigunderstöd, som av annat fattigvårdssamhälle eller av staten ersattes, och att envar skulle efter fyllda 55 år för sin övriga livstid behålla den försörjningsort han då tillhörde. Därjämte stadgades, att ingen för äventyret av framtida fattigvårdstunga skulle lida inskränkning i rättigheten att välja vistelseort. Även dessa stadganden om försörjningsort gav emellertid anledning till missnöje, och i den nya fattigvårdsstadgan av 13 juli 1853 upptogs i fråga om hemortsrätten den huvudregel, att envar skulle tillhöra det fattigvårdssamhälle, varest han vid inträffande fattigvårdsbehov författningsenligt varit eller bort vara mantalsskriven, dock att, om behov av fattigförsörjning för någon skulle uppstå inom de första sex månaderna, efter det mantalsskrivning försiggått i det samhälle, till vilket han inflyttat, eller han under året före inflyttningen eller sex månader därefter av annat fattigvårdssamhälle åtnjutit understöd, skulle försörjningen åligga det fattigvårdssamhälle, där han näst förut varit eller bort vara mantalsskriven. I fattigvårdsförordningen av den 9 juni 1871 kvarstod denna huvudregel, men den fastslagna tiden av sex månader blev utsträckt till ett år. I övrigt gällde, att den, som fyllt 60 år, bibehöll den hemortsrätt, som han då ägde, samt att hustru oberoende av sin ålder hade mannens, inom äktenskapet fött barn faderns och utom äktenskapet fött barn moderns hemortsrätt. Lämnade en fattigvårdsstyrelse understöd åt person, som enligt fattigvårdsförordningens 1 § var berättigad till fattigvård, men hade hemortsrätt inom annan kommun, är fattigvårdsstyrelsen berättigad att av denna kommun utbekomma ersättning för fattigvården. Ansökan om sådan ersättning skulle inom en månad inlämnas till Konungens befallningshavande i det län, där sökande kommun var belägen, som, sedan hemortskommunens fattigvårdsstyrelse yttrat sig i ärendet och behövlig utredning förebringats, meddelade utslag. Över detta utslag kunde klagan föras hos Kammarrätten. Person, som inom samhälle, där han icke ägde hemortsrätt, åtnjöt fattigvård, som ej var av tillfällig beskaffenhet, kunde, för så vitt hans hälsa icke därav kunde anses lida men, hemsändas till hemorten.
Med den nya lagen om socialhjälp 1956 ersattes begreppet fattigvård med socialhjälp, som formulerades som en rättighet för den behövande. Den socialhjälpsbehövande fick rätt att flytta till annan kommun och fortsätta erhålla understöd och även begreppet hemortsrätt försvann.

## Norge
I Norge var hemortsrätten (hjemstavn) under tidigt 1900-tal beroende av vistelse. Den, som inom en kommun under minst två år haft fast ophold, var hemortsberättigad där. Emottagandet av fattigvård avbröt hemortsrättsförvärvet. Undantag från denna regel utgjorde dock vissa slag av understöd, särskilt sjukvård. Efter fyllda 62 år kunde ny hemortsrätt ej vinnas. Hustru hade i regel mannens hemortsrätt, men kunde, därest makarna icke sammanlevde, förvärva självständig sådan. Återupptogs samlivet, fick hustrun dock ånyo mannens hemortsrätt, om han hade sådan; i motsatt fall fick han hennes. Minderårigt barn hade samma hemortsrätt som den av föräldrarna, hos vilken det levde eller senast levde. Kostnaden för underhåll av utom äktenskapet fött barn, som av fattigvården omhändertagits, delades mellan båda föräldrarnas hemortskommuner.
Efter tio års frivillig frånvaro från hemorten ansågs hemortsrätten förlorad, även om ny sådan ej förvärvats. Sådan persons försörjning bekostades av staten. För det understöd, som på grund av sin art icke brukar medföra avbrott i hemortsrättsförvärv, kunde ersättning av hemortskommunen ej krävas. Övrigt understöd skull av hemortskommunen ersättas med två tredjedelar. Tvister kommunerna emellan rörande viss persons hemortsrätt avgjordes av vederbörande regeringsdepartement eller ock genom skiljedom.

## Danmark
I Danmark förvärvades under tidigt 1900-tal hemortsrätt genom fem års stadigvarande vistelse inom en kommun. Den, som efter fyllda 18 år icke sålunda förvärvat hemortsrätt, försörjdes av födelsekommunen. Som sådan ansågs den kommun, där föräldrarna vid barnets födelse hade fast ophold, eller, om de vid samma tid uppbar fattigvårdsunderstöd, den kommun, där de då var hemortsberättigade. I fråga om utom äktenskapet fött barn räknades som födelsekommun den kommun, där modern tio månader före barnets födelse stadigvarande vistades eller, om sådan ej kunde påvisas, den kommun, där hon vid barnets födelse var hemortsberättigad. Hustru hade, för så vitt laglig skilsmässa ej förelåg, mannens hemortsrätt. Inom äktenskapet fött barn under 18 år hade samma hemortsrätt som föräldrarna eller som den av dem, som senast levde; utom äktenskapet fött barn hade moderns; ingick sådant barns mor äktenskap med annan än barnets fader, behöll barnet den hemortsrätt, som modern ägde före äktenskapet, om hon året före giftermålet uppburit fattigvård. Av vistelsekommunen utgiven fattigvård för därstädes ej hemortsberättigad person skulle till tre fjärdedelar av hemortskommunen ersättas. Härifrån var dock liksom i Norge kostnaderna för vissa slag av understöd undantagna. Rätten att hemsända inom kommunen ej hemortsberättigad understödstagare var i Danmark i betydande grad inskränkt. Tvister mellan kommuner rörande viss persons hemortsrätt avgjordes av amtmanden inom amtet samt i Köpenhamn av inrikesministern.